# Pfennigmeister
Pfennigmeister ist eine veraltete Bezeichnung für einen mit Finanzen befassten Beamten in unterschiedlichen Rängen und Institutionen. Im HRR bestand das Amt des Reichspfennigmeisters.

## Begriffsverwendung
Pfennigmeister wurde als Synonym für Zahlmeister, Schatzmeister, Kassierer, Steuereinnehmer oder Kämmerer gebraucht. Davon abgeleitet wurde Pfennigmeisterei für die Behörde oder das Gebäude des Pfennigmeisters verwendet. Als Pfennigschreiber wurde der Schreiber oder Buchhalter bezeichnet, der den Pfennigmeister unterstützte. Auch wurden aus dem Verantwortlichkeitsgebiet und der Amtsbezeichnung Komposita wie Kreispfennigmeister, Landespfennigmeister oder eben Reichspfennigmeister abgeleitet.